# Antoine Culioli
Antoine Culioli (* 24. September 1924 in Marseille; † 9. Februar 2018 in Paris) war ein französischer Anglist und Linguist.

## Leben und Werk
Culioli, der korsischer Herkunft war, besuchte Schulen in Marseille, dann die École normale supérieure. Von 1945 bis 1947 studierte er in Dublin und London und bestand 1948 die Agrégation im Fach Englisch. Er war von 1949 bis 1953 Assistent für Englisch an der Sorbonne und besetzte bis 1955 eine Forschungsstelle am Centre national de la recherche scientifique (CNRS). Von 1955 bis 1960 lehrte er an der Universität Nancy. 1960 habilitierte er sich an der Sorbonne mit der Thése Contribution à l'étude d'un subjonctif et de la coordination en moyen-anglais und der Thèse complémentaire Dryden, traducteur et adaptateur de Chaucer et de Boccace. Daraufhin lehrte er zuerst an der Sorbonne, ab 1970 (als Mitgründer) an der Universität Paris VII.
Culioli gehörte in der Zeit der Öffnung der Universitäten auf die moderne Sprachwissenschaft in Frankreich zu den einflussreichsten Wissenschaftsorganisatoren. Seine schwer zu fassende sprachwissenschaftliche Theorie, die im französischsprachigen Raum stark wirkte, blieb in Deutschland ohne Widerhall.
Culioli war Ehrendoktor der Universität Lausanne und der Universität Athen.

## Werke (Auswahl)
- Pour une linguistique de l'énonciation. 4 Bde. Lambert-Lucas, Limoges 2020.
  - Tome 1. Opérations et représentations (zuerst Gap und Paris 1990)
  - Tome 2. Formalisation et opérations de repérage (zuerst Gap und Paris 1999)
  - Tome 3, Domaine notionnel (zuerst Gap und Paris 1999)
  - Tome 4. Tours et détours